# 陣原ランプ
陣原ランプ（じんのはるランプ）は、福岡県北九州市八幡西区にある国道3号（黒崎バイパス）のランプである。

## 道路
- 国道3号（黒崎バイパス）

## 接続する道路
- 国道3号

## 歴史
- 2008年10月25日 : 黒崎北ランプ - 当ランプ間開通。上りオンランプが未完成のため、下りオフランプの1車線を上り車線に流用し供用開始。
- 2022年12月1日 : 午前5時、上りオンランプの1車線のみ供用開始[1]。
- 2023年3月18日 : 両方向のランプが2車線で供用開始[2]。

## 周辺
- マルキョウ 穴生店
- カレーハウスCoCo壱番屋 八幡西区陣原店

## 隣
黒崎バイパス
皇后崎ランプ - 陣原ランプ